# Qanat Saudabajew

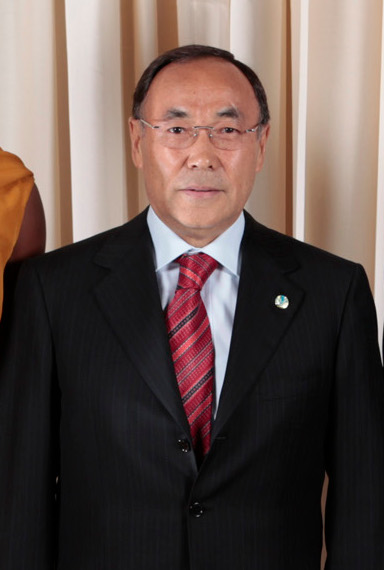
Qanat Saudabajew (2009)

Qanat Bekmyrsauly Saudabajew (kasachisch Қанат Бекмырзаұлы Саудабаев, russisch Канат Бекмурзаевич Саудабаев/Kanat Bekmursajewitsch Saudabajew; *  1946 in Schetigen, Kasachische SSR) war von September 2009 bis April 2011 Außenminister der Republik Kasachstan.

## Leben
Qanat Saudabajew wurde 1946 im Gebiet Almaty geboren. Er machte seinen Abschluss am Institut für Kultur in Sankt Petersburg und an der Akademie für soziale Wissenschaften in Moskau.
1991 wurde er Gesandter der Kasachischen SSR bei der Sowjetunion. Im Herbst 1991 wurde er von Michail Gorbatschow zum sowjetischen Botschafter in der Türkei ernannt. Wenige Wochen nach dem Zerfall der Sowjetunion wurde Qanat Saudabajew zwischen 1994 und 1996 zum Botschafter Kasachstans in der Türkei. 1994 war er zwischenzeitlich schon einmal Außenminister Kasachstans, bevor von 1996 bis 1999 Botschafter beim Vereinigten Königreich und somit auch Norwegens, Schwedens und Irlands wurde. Von 1999 bis zum Jahr 2000 war er Leiter des Kanzleramtes des kasachischen Premierministers.
Botschafter Kasachstans bei den Vereinigten Staaten war er von 2000 bis 2007. Am 4. September 2009 löste er Marat Täschin als Außenminister Kasachstans ab. Dieses Amt bekleidete er bis zum 11. April 2011.
Qanat Saudabajew ist verheiratet und hat drei Kinder. Er spricht neben Kasachisch und Russisch auch Deutsch, Englisch und Türkisch.

## Orden und Ehrenzeichen
| Jahr | Staat      | Orden/Ehrenzeichen |
| ---- | ---------- | ------------------ |
| 1996 | Kasachstan | Orden Kurmet       |
| 2005 | Kasachstan | Orden Otan         |